# Terre-Neuve (Haiti)
Terre-Neuve este o comună din arondismentul Gros-Morne, departamentul Artibonite, Haiti, cu o suprafață de 176,83 km2 și o populație de 28.421 locuitori (2009).